# Bist du da, Gott? Ich bin’s, Margaret
Bist du da, Gott? Ich bin’s, Margaret. (englischer Originaltitel: Are You There God? It’s Me, Margaret.) ist ein 1970 erschienener Jugendroman der US-amerikanischen Schriftstellerin und Pädagogin Judy Blume. Er handelt von Margaret, einer Schülerin der sechsten Klasse, die ohne Religionszugehörigkeit aufgewachsen ist und die sich mit der Frage auseinandersetzt, welcher Religion sie angehören möchte. Daneben spielen typische Themen heranwachsender Mädchen eine zentrale Rolle: der Kauf des ersten Büstenhalters, der Eintritt der Menstruation, die erste „richtige“ Party, Beziehungen zu Jungen aus ihrem Umfeld, der erste Kuss, Neid auf andere Mädchen, deren Körper früher heranreifen, und die Abgrenzung der eigenen Meinung zu Ansichten von Freundinnen.
Der Roman gilt als ein Teenager-Klassiker. Das US-amerikanische Magazin Time wählte den kurzen Roman zu den besten englischsprachigen Romanen, die zwischen 1923 – dem Gründungsjahr der Time – und 2005 erschienen sind. 2023 erschien mit Are You There God? It’s Me, Margaret. die Literaturverfilmung.

## Handlung
Der zentrale Konflikt des Romans ist Margarets Wunsch, sich über ihre religiöse Bindung klarer zu werden. Margarets Mutter ist Christin, ihr Vater ist Jude. Die Ehe zwischen den beiden hat zu einer Entfremdung mit Margarets mutterseitigen Großeltern geführt und war für die Eltern der Grund, ihre Tochter ohne religiöse Bindung aufwachsen zu lassen.
Margaret macht ihre Auseinandersetzung mit Religion auch zum Thema ihres Schulprojekts, bei dem sie sich ein Schuljahr lang auf sich gestellt intensiver mit einem Themengebiet auseinandersetzen soll.
Der Roman ist streng chronologisch aufgebaut und erinnert an Tagebucheinträge. Dazwischen eingeschoben sind gebetsartige Texte, die jeweils mit den Worten des Romantitels beginnen:

„Bist du da, Gott? Ich bin’s, Margaret. Wir ziehen heute um. Ich habe ziemlich Angst, Gott. Ich habe noch nie irgendwo anders gewohnt als hier. Was ist, wenn ich meine neue Schule hasse? Was ist, wenn mich alle dort hassen? Bitte hilf mir, Gott. Lass New Jersey nicht zu schrecklich sein. Danke schön.“

Der Konflikt wird verschärft durch die Großeltern. Ihre Großeltern mütterlicherseits legen Wert darauf, dass sie als Tochter einer Christin gleichfalls Christin ist. Ihre vaterseitige Großmutter nimmt ihre Enkelin dagegen in die Synagoge mit, um ihr ein Gefühl dafür zu vermitteln, was es heißt, dem jüdischen Glauben anzugehören.

„Um 11 Uhr 30 hielt der Rabbi eine Rede. Eine Predigt nannte das Oma. Zuerst gab ich mir sehr viel Mühe zu verstehen, worüber er redete. Aber nach einer Weile gab ich auf und begann Hüte zu zählen. Ich zählte acht braune, sechs schwarze, drei rote, einen gelben und einen in Leopardenmuster bevor der Rabbi fertig war. Dann standen wir alle wieder auf und jeder sang in Hebräisch, das ich nicht kenne. Und das war’s! Ich hatte irgendetwas anderes erwartet. Ich weiß allerdings nicht, was genau. Ein Gefühl, vielleicht. Aber ich nehme an, man muss mehr als einmal hingehen, bevor man weiß, was das alles bedeutet.“

Als die Großmutter ihr sagt, sie möge sich immer daran erinnern, dass sie ein jüdisches Mädchen sei, lehnt Margaret dies vehement ab und behauptet sogar, das sie nicht an Gott glaube, worauf ihre Großmutter verärgert reagiert. Auf ihrer Suche nimmt Margaret auch an Gottesdiensten anderer Religionsrichtungen teil, vertreibt ihre Langeweile aber während der Gottesdienste häufig mit dem Zählen und Einsortieren der Hüte der vor ihr sitzenden Personen. Aus Neugier geht Margaret sogar in einer katholischen Kirche in einen Beichtstuhl. Unvertraut mit dem Konzept der Beichte, glaubt sie zuerst, dass Gott mit ihr spreche, als der von ihr nicht gesehene Priester sie anspricht. Sie flieht aus dem Beichtstuhl, als ihr ihr Irrtum klar wird.
Parallel zu ihrer Auseinandersetzung mit der Frage der Religionszugehörigkeit beschäftigen Margaret typische Probleme heranwachsender Mädchen. Sie findet an ihrem neuen Wohnort in New Jersey schnell neue Freundinnen, mit denen sie bald in einem Wettstreit steht, wer von ihnen als Erste einen Büstenhalter trägt oder bei welcher von ihnen als Erste die Menstruation einsetzt. Nicht zu der engen Gruppe an Freundinnen gehört Laura Danker, eine Klassenkameradin von Margarets neuen Freundinnen. Sie ist die größte und körperlich am weitesten entwickelte Mitschülerin, eine Tatsache, auf die die Mädchen neidisch reagieren. Eifersüchtig diskutieren sie, ob ihr Klassenlehrer ihr mehr Aufmerksamkeit schenkt als ihnen. Sie unterstellen Laura Danker auch, dass sie sich mit Evan Wheeler, dem älteren Bruder einer Klassenkameradin, und Moose Freed, einem Jungen, den Margaret interessant findet, heimlich hinter dem Supermarkt trifft. Erst eine direkte Konfrontation mit Laura macht Margaret ihren Standpunkt klar:

„Denk mal drüber nach, wie du dich fühlen würdest, wenn du schon in der vierten Klasse einen BH tragen musst und jeder die auslacht und wie es ist, wenn man immer die Arme vor sich kreuzen musst. Und wie es ist, wenn dir nur wegen deines Aussehen die Jungs dreckige Namen nachrufen.“

Der Roman endet mit dem Ende des Schuljahrs. In einem Brief an ihren Klassenlehrer fasst sie ihr Projekt zusammen und hält fest, dass sie immer noch nicht wisse, welcher Religion sie angehören möchte, wenn sie erwachsen sei – wenn sie überhaupt einer Glaubensgruppe angehören möchte.

## Personen der Handlung
- Margaret Simon – Protagonistin der Handlung. Sie ist das einzige Kind ihrer Eltern und zu Anfang des Romans 12 Jahre alt und kurz vor dem Einsetzen der Pubertät.
- Barbara Simon (Hutchins) – Margarets Mutter, eine Hausfrau, die als Christin aufgewachsen ist.
- Herbert Simon – Margarets Vater, ein Versicherungskaufmann, der in einer jüdischen Familie aufgewachsen ist.
- Sylvia Simon – Margarets Großmutter väterlicherseits, die der Familie Simon nahesteht.
- Nancy Wheeler – Margarets erste Freundin an ihrem neuen Wohnort.
- Gretchen Potter – Eine Freundin von Nancy, deren Vater Arzt ist und mit Hilfe dessen Anatomiebüchern Margaret und ihre Freundinnen die männliche Anatomie zu verstehen suchen.
- Janie Loomis – Ein weiteres Mädchen, mit dem sich Margaret anfreundet. Janie ist zu ihrer Scham das letzte Mädchen aus diesem Freundeskreis, bei der die Menstruation einsetzt.
- Evan Wheeler – Nancys älterer Bruder
- Moose Freed – Evans Freund, der bei der Familie Simon den Rasen mäht und für den sich Margaret zu interessieren beginnt.
- Miles J. Benedict Jr. – Margarets Klassenlehrer, der die Universität gerade erst abgeschlossen hat und engagiert seine erste Klasse leitet. Er verlangt von jedem seiner Schüler, dass sie sich ein Jahr lang intensiver mit einem Thema auseinandersetzen. Margarete Projekt ist ihre Auseinandersetzung mit Religion.
- Laura Danker – Eine Klassenkameradin von Margaret, bei der die Pubertät sehr früh einsetzt und die von Margarets Freundeskreis wegen ihres weiblichen Körperbaus beneidet wird.
- Phillip Leroy – Ein Klassenkamerad von Margaret, von dem sie und ihre Freundinnen anfänglich fasziniert sind.
- Mary and Paul Hutchins – Margarets Großeltern mütterlicherseits, die nach der Heirat ihrer Tochter mit einem Juden den Kontakt mit ihr weitgehend abgebrochen haben und im Jahr der Romanhandlung erstmals nach 14 Jahre Schweigen wieder aufnehmen.

## Einordnung
Die Autorin Judy Blume ist eine sehr erfolgreiche Schriftstellerin von Jugend- und Erwachsenenliteratur, die bislang mehr als 80 Millionen Bücher verkauft hat und deren Werke in 31 Sprachen übersetzt wurden. Blume thematisiert in ihren Jugendromanen wiederholt kontroverse oder problematische Themen. „Bist du da, Gott? Ich bin’s, Margaret“ gilt als einer der ersten Romane, in denen Menstruation offen angesprochen wird. In anderen Romanen, die zum Teil jedoch nicht für ins Deutsche übersetzt wurden, hat sie sich mit Rassismus (Iggie’s House), Selbstbefriedigung (Deenie; Then Again, Maybe I Won’t), Schwangerschaft von Teenagern (Forever) auseinandergesetzt. Dies hat in den USA auch zu Kontroversen dazu geführt, welche Themen altersgerecht sind. Judy Blume ist für ihre Verdienste um Jugendliteratur mehrfach ausgezeichnet worden. So erhielt sie 1996 beispielsweise den Margaret Edwards Award der American Library Association für ihre Verdienste um die Jugendliteratur.

## Trivia
Selbstklebende Monatsbinden kamen erst zu Beginn der 1970er Jahre auf. Zum Zeitpunkt der Ersterscheinung des Romans trugen Frauen während ihrer Periode einen Baumwollstoff- oder Wattegurt, der mit Riemen um die Beine oder den Bauch befestigt wurde oder sie verwendeten Monatshöschen, in die die Binde eingeknöpft wurde. „Bist du da, Gott? Ich bin’s, Margaret“ wurde in späteren Auflagen entsprechend angepasst, da diese Gurte und Monatshöschen sehr schnell nahezu vollständig verschwanden und späteren Teenager-Generationen unverständlich gewesen wären. Der erstmalige Umgang mit Gurt oder Monatshöschen bedurfte allerdings einer (ersten) Anleitung durch eine erfahrenere Person – meist der Mutter. Der vergleichsweise breite Raum, der das erste Üben mit der Monatsbinde einnimmt oder die Notwendigkeit, Hilfe von der Mutter zu erhalten, ist vor dem Hintergrund selbstklebender Binden allerdings nicht mehr ganz schlüssig.

## Einzelbelege
1. ↑  Judy Blume: Are You There, God. It’s Me, Margaret. Einleitung zum ersten Kapitel. Im Original lautet das Zitat: Are you there, God? It’s me, Margaret. We’re moving today. I’m so scared, God. I’ve never lived anywhere but here. Suppose I hate my new school? Suppose everybody there hates me? Please help me, God. Don’t let New Jersey be too terrible. Thank you.
2. ↑  Judy Blume: Are You There, God. It’s Me, Margaret. Ausschnitt aus dem neunten Kapitel. Im Original lautet das Zitat: At eleven-thirty the rabbi made a speech. A sermon, Grandma called it. At first I tried very hard to understand what he was talking about. But after a while I gave up and started counting different coloured hats. I counted eight brown, six black, three red, a yellow and a leopard before the rabbi finished. Then we all stood up again and everyone sang in Hebrew that I didn’t know. And that was it! I expedted something else. I don’t know what exactly. A feeling, perhaps. But I suppose you have to go more than once to know what it’s all about.
3. ↑  Judy Blume: Are You There, God. It’s Me, Margaret. Ausschnitt aus dem neunten Kapitel. Im Original lautet das Zitat: Think about how you'd feel if you had to wear a bra in fourth grade and how everybody laughed and how you always had to cross your arms in front of you. And about how the boys called you dirty names just because of how you looked.
4. ↑  Blume, "Judy's Official Bio".
5. ↑  Top Ten Challenged Authors 1990–2004. American Library Association (ALA), archiviert vom Original am 18. April 2009; abgerufen am 15. Mai 2009 (englisch).
6. ↑  "Distinguished Contribution to American Letters". National Book Foundation. Aufgerufen am 9. August 2014.
7. ↑  Wyatt, Edward (September 15, 2004). "Literary Prize for Judy Blume, Confidante to Teenagers". The New York Times.